# کی. اس. راویکومار
کی. اس. راویکومار (انگلیسی: K. S. Ravikumar؛ زادهٔ ۳۰ مهٔ ۱۹۵۸) بازیگر و کارگردان فیلم سینما تامیل اهل هند است.

## فیلم‌شناسی

### بازیگر
- پسر طلایی
- برادرشوهرش خوشش آمد

### کارگردان
- موتو
- آوی شانموگی
- پادایاپا
- ده زندگی
- آداوان
- پلیس‌گیری
- لینگا
- دلقک
- رمو
- تنالی
- تاریخ
- دشمن
- برادرشوهرش خوشش آمد